# Tijarafe
Tijarafe ist eine der 14 Gemeinden der Kanareninsel La Palma. Der Name Tijarafe stammt aus der Zeit der Benahoaritas (vor der kastilischen Eroberung) und bezeichnete das Stammesgebiet der Tijarafe, das heute aus den Gemeinden Tijarafe und Puntagorda besteht. Der Verwaltungssitz der Gemeinde ist der Ort El Pueblo.

## Geografie
Tijarafe befindet sich im nordwestlichen Teil La Palmas. Die Gemeinde grenzt im Norden an die Gemeinde Puntagorda und im Südosten an die Gemeinden Tazacorte, Los Llanos und El Paso, entlang des westlichen Randes des Barranco de las Angustias und der Nationalpark Caldera de Taburiente.
Die Topographie des Landes steigt stetig vom Meer zum Rand der Caldera de Taburiente auf etwa 2306 Meter, dem  Gipfel des Roque Palmero an. Die Küste von Tijarafe ist steil und unzugänglich und erstreckt sich über eine Länge von 11,5 km, was etwa 9,3 Prozent des gesamten Inselumfangs entspricht.
Das Land ist von zahlreichen Schluchten eingeschnitten. Der Barranco Jurado (Monumento Natural del Barranco del Jurado), südwestlich des Hauptortes Tijarafe, wurde 1994 zu einem Naturdenkmal erklärt (siehe auch Liste der Schutzgebiete in Natur- und Landschaftsschutz auf La Palma).

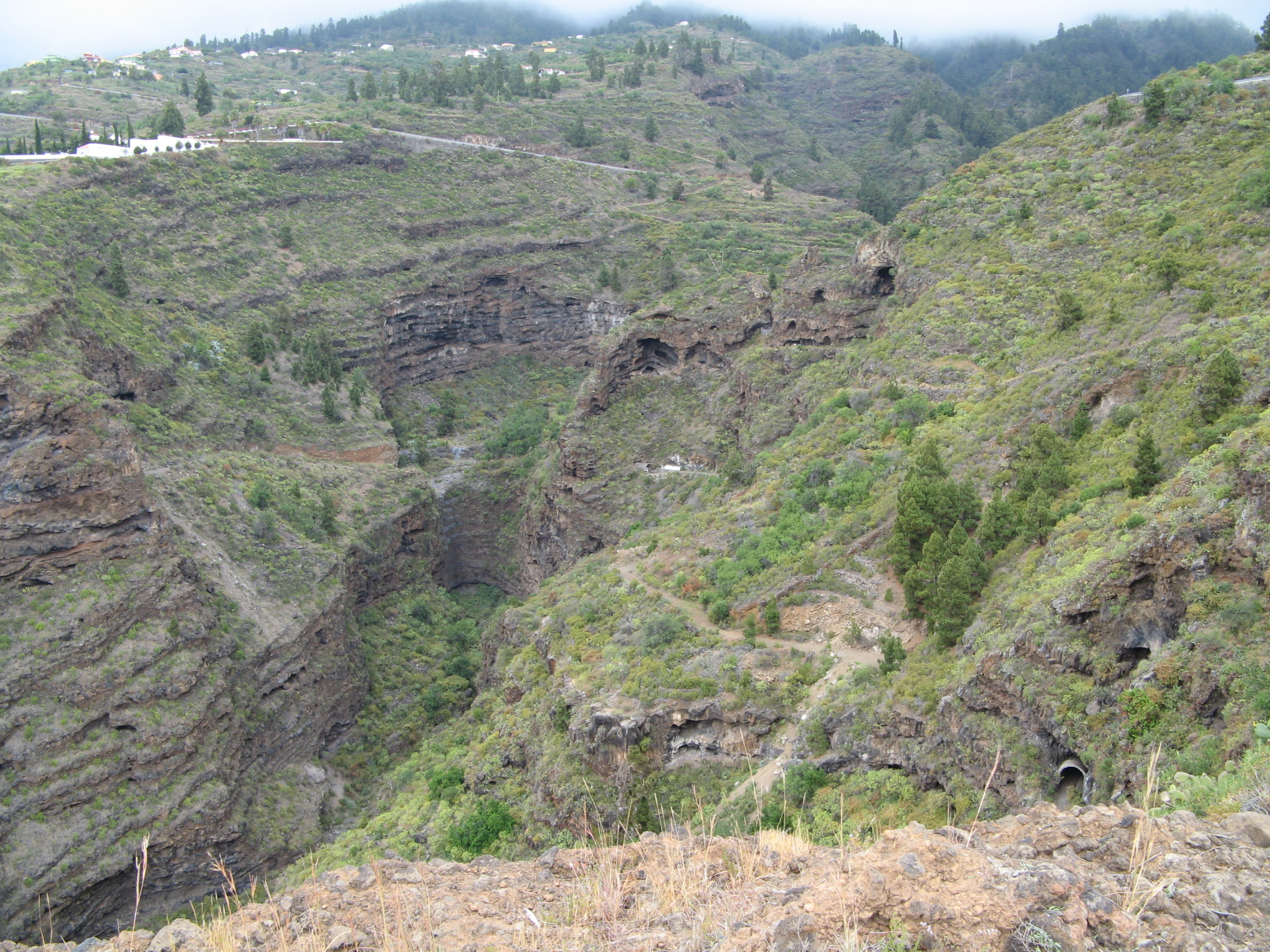
Barranco del Jurado

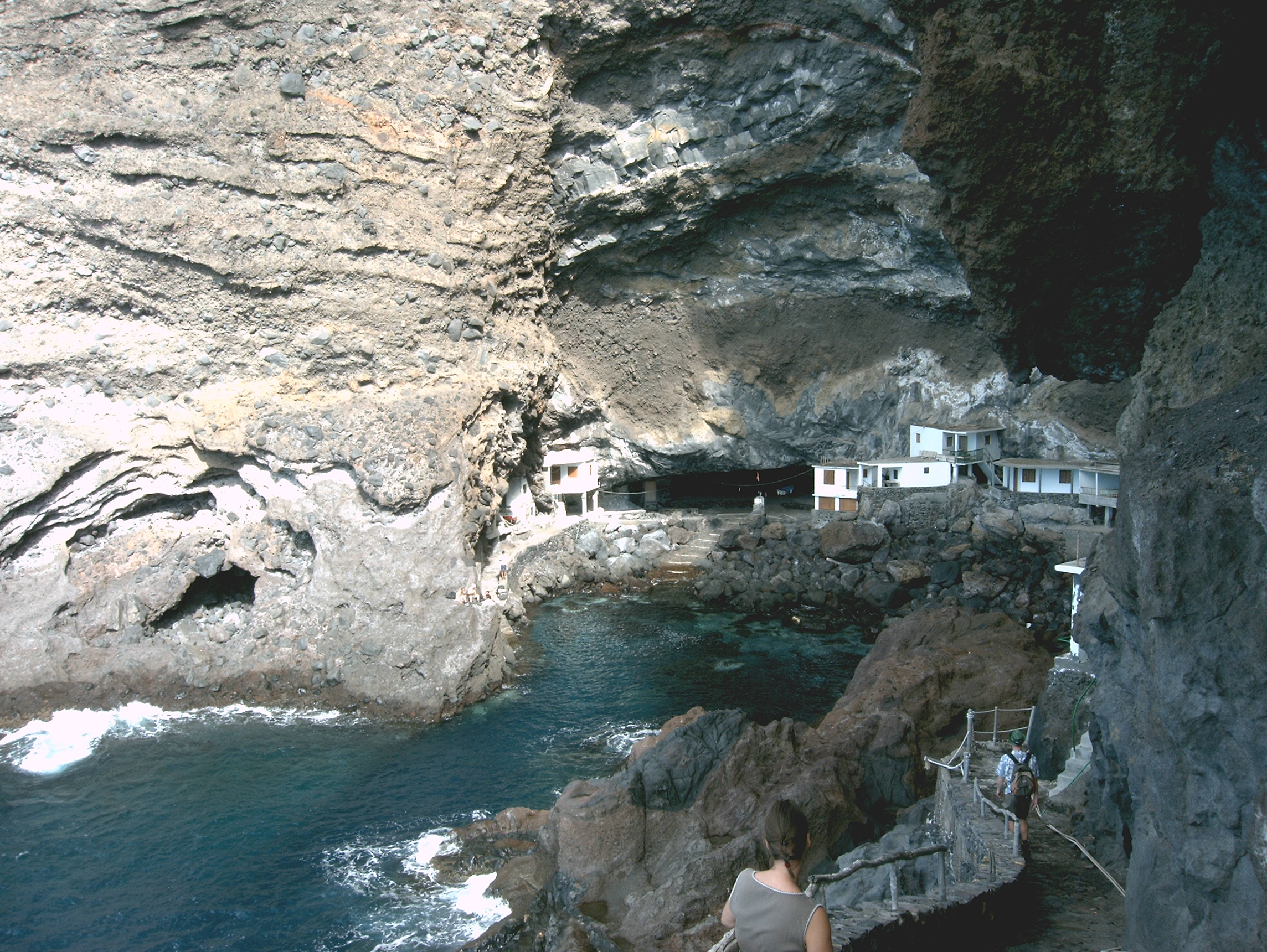
Porís de Candelaria

Von Tijarafe führt ein Weg durch den Barranco Jurado zu einer kleinen Bucht am Meer, der Prois de Candelaria, ehemals ein Piratennest, heute befinden sich dort einige Fischerhütten. Schon 1588 wird ein Hafen an der Küste von Tijarafe erwähnt, an dem Schiffe be- und entladen werden konnten und einen Warentransport zu anderen Gemeinden der Insel, beispielsweise von Weizen und Holz, ermöglichte. Das Wort „Proises“ stammt wahrscheinlich aus dem Portugiesischen und bedeutet „das Anbinden des Bugs eines Schiffes“.

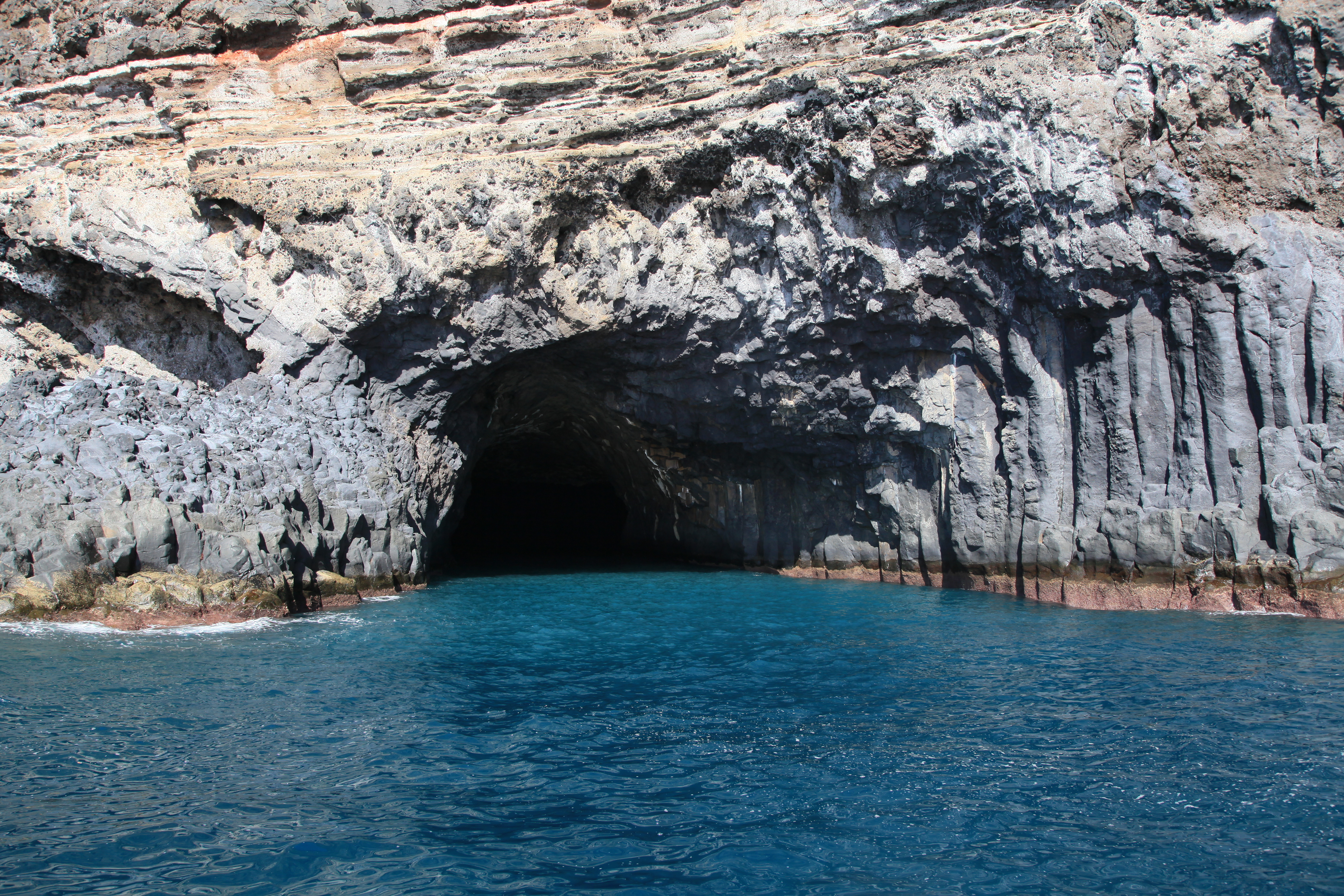
Cueva Bonita

Die zerklüftete Küste Tijarafes ist Ziel von Ausflugs- und Sportbooten, insbesondere die Höhle „Cueva Bonita“, die nur von der Seeseite aus mit einem Boot erreichbar ist. Im Januar 1997 ereignete sich dort ein Unfall, als das Ausflugsboot „María Anabel“ mit sieben deutschen Touristen an Bord in die Höhle fuhr und von unerwartet hohem Wellengang an die Decke der Grotte gedrückt und zerstört wurde. Der Kapitän und eine Touristin kamen dabei ums Leben. Die Überlebenden mussten in der Höhle auf einem kleinen Strandabschnitt die Nacht verbringen, da aufgrund des hohen Seeganges eine Rettung erst am folgenden Tag bei ruhigerer See möglich war.
Im September 2014 ereignete sich ein ähnlicher, jedoch nicht tödlicher Unfall, als ein Boot mit zwei Personen in der „Cueva Bonita“ von einer Welle gegen die Decke der Höhle gedrückt und zerstört wurde. Die beiden Personen konnten auch erst am Folgetag in einer aufwendigen Rettungsaktion mit Hubschrauber- und Tauchereinsatz befreit werden.
Das Klima in der Region ist sehr sonnig und trocken.

### Gemeindeteile

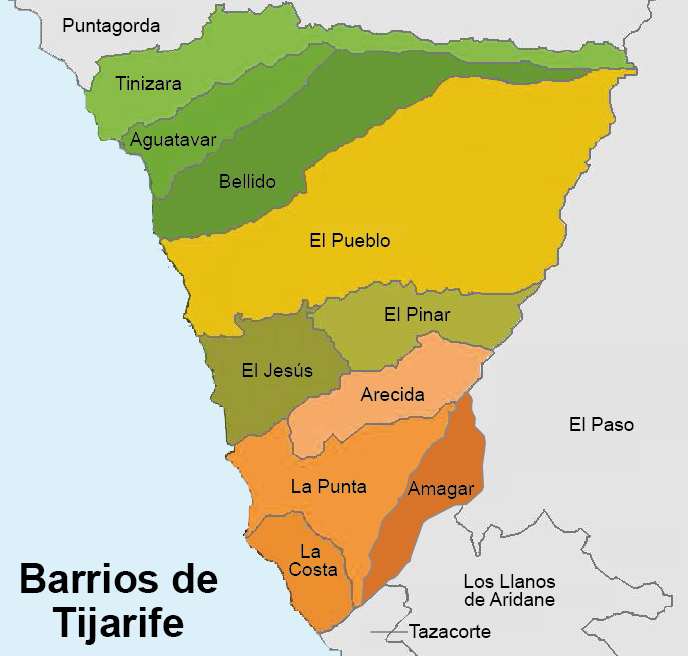
Karte der Gemeindeteile

Außer im zentralen Gemeindeteil El Pueblo gibt es in der Gemeinde Tijarafe keine geschlossenen Dörfer, sondern nur Weiler und verstreute Häuser. Die Bevölkerungszahlen in Klammern sind Stand 2013.
- El Pueblo (892, davon 538 im geschlossenen Ort selbst)
- La Punta (516)
- El Jesús (244)
- Aguatavar (221)
- Arecida (250)
- Tinizara (208)
- El Pinar (136)
- Bellido (91)
- La Costa (147)
- Amagar (71, gilt auch als Ortsteil von Los Llanos)

## Geschichte
Die historische Entwicklung Tijarafes war nach der kastilischen Eroberung eng mit der Entwicklung der kirchlichen Institution auf La Palma verbunden. Sie manifestiert sich im Bau einer kleinen Kapelle um 1530. An ihrer Stelle wurde 1567 die Kirche Parroquía de Nuestra Señora de Candelaria errichtet. 1584 wurde die Kapelle Ermita del Buen Jesús gebaut.
Das überwiegend landwirtschaftlich geprägte Tijarafe war bereits in der ersten Hälfte des 16. Jahrhunderts in den Händen einiger Großgrundbesitzer mit Wohnsitz außerhalb der Gemeinde. Es wurde Getreide wie Weizen, Roggen und Gerste angebaut, deren Ertrag durch den Bau von Terrassen gesteigert werden konnte. Die Wasserversorgung in der regenarmen Region war auf das Auffangen von Regenwasser in Zisternen angewiesen. Bei ausbleibendem Regen herrschte Dürre und mit den Ernteausfällen fehlte den Bauern die Lebensgrundlage. Hungersnöte waren die Folge.
Im 17. Jahrhundert war Tijarafe einer der wichtigsten Erzeuger in der Getreideproduktion der Insel und bescherte der Gemeinde einen gewissen Wohlstand. 1842 wurde Tijarafe unabhängige Gemeinde und entzog sich damit der Kontrolle durch die Hauptstadt Santa Cruz de La Palma. Im selben Jahr erhielt die Gemeinde ihr erstes Rathaus. 1845 wurde die erste private Schule für 40 bis 50 Kinder und 1915 die erste öffentliche Schule eröffnet.
Im Laufe der Jahrhunderte entstand ein Bevölkerungsgemisch aus Festlandspaniern, Portugiesen, Benahoaritas und Sklaven (Schwarze und Mauren), die später ihre Freiheit erhielten.
Mit dem Anwachsen der Bevölkerung in der zweiten Hälfte des 19. Jahrhunderts kam es zunehmend zur Verarmung der Landbevölkerung. Dies führte vermehrt zur Auswanderung, vor allem nach Kuba und Venezuela, um von dort aus die zurückgelassenen Familien zu unterstützen. Ab den 1930er Jahren kehrte ein Großteil der Emigranten, meist Bauern, zurück.
Mit zunehmender Verbesserung der Wasserversorgung konnten im beginnenden 20. Jahrhundert Bananen und Tomaten angebaut werden. Der Anschluss an den Wasserkanal „Barranco Minaderos“ der Gemeinde Garafía um 1960 trug wesentlich zur Wasserversorgung der Landwirtschaft Tijarafes bei, in der heute 69 Prozent der Erwerbstätigen beschäftigt sind.
Der Bau der die Ortschaften verbindenden Hauptstraße auf La Palma (heute die LP-1) in den 1940er Jahren bewirkte eine deutliche Verbesserung der Lebenssituation der Bevölkerung und Wirtschaft der Gemeinde.
An dem in den 1980er Jahren beginnenden Tourismus auf La Palma nimmt die Gemeinde begünstigt durch ihren Landschaftscharakter in Form des ländlichen Tourismus teil.

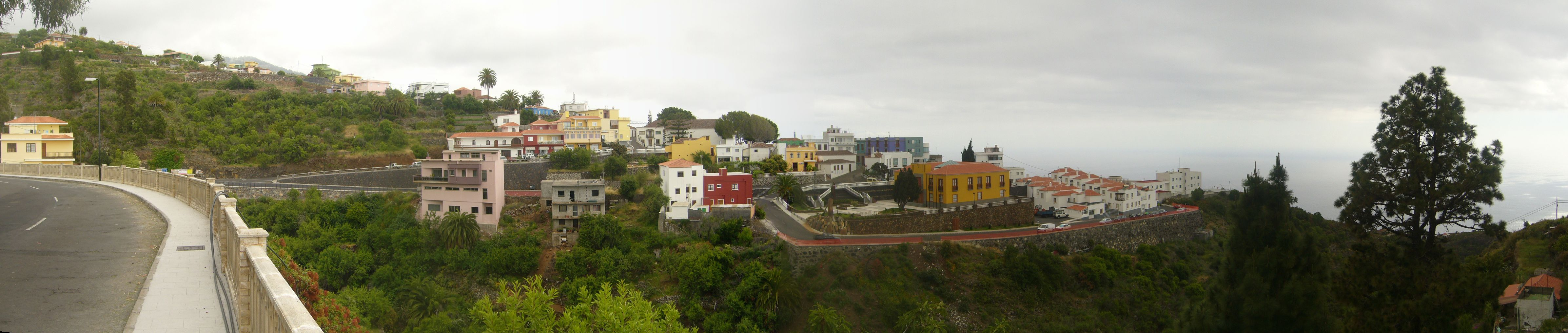
El Pueblo (in Blickrichtung Süden): In Bildmitte die Kirche, zum Teil von Bäumen verdeckt, links davon der Glockenturm; weiter rechts im Bild das Rathaus (gelb-braunes Gebäude)

### Bevölkerungsentwicklung
| Jahr | Einwohnerzahl | Veränderung |
| ---- | ------------- | ----------- |
| 1900 | 2.552         |             |
| 1910 | 2.694         | +142        |
| 1920 | 2.766         | +72         |
| 1930 | 2.733         | −33         |
| 1940 | 2.937         | +204        |
| 1950 | 3.041         | +104        |
| 1960 | 2.873         | −168        |

| Jahr | Einwohnerzahl | Veränderung |
| ---- | ------------- | ----------- |
| 1970 | 2.662         | −211        |
| 1981 | 2.692         | +30         |
| 1990 | 2.734         | +42         |
| 2001 | 2.741         | +7          |
| 2005 | 2.713         | −28         |
| 2013 | 2.776         | +63         |

## Kultur
Tijarafe besitzt zwei Kirchen, die aus den Anfängen der spanischen Besetzung der Insel stammen. Die Pfarrkirche, Parroquía de Nuestra Señora de Candelaria im Zentrum von El Pueblo wurde zwischen dem 17. und 18. Jahrhundert errichtet und 1996 zum spanischen Kulturgut erklärt. Der Glockenturm wurde 1686 erbaut. Die Kapelle Ermita del Buen Jesús im Gemeindeteil El Jesús wurde im Jahr 1584 gebaut und 1997 zum spanischen Kulturgut erklärt.
Die Gemeinde verfügt im El Pueblo über ein Museum und eine Bibliothek (Museo Etnográfico – Biblioteca Municipal – Jose Luis Lorenzo Barreto), die sich in dem Gebäude befinden, das vermutlich das alte Rathaus der Gemeinde war.
Ein über die Gemeindegrenzen hinaus bekanntes Fest ist die Fiesta del Diablo, die jährlich im September stattfindet. Während der Veranstaltung läuft ein Mann als Teufel verkleidet mit explodierenden Feuerwerkskörpern durch die Menschenmenge.
Bereits die Ureinwohner La Palmas und besonders die Hirten beherrschten die Kunst, sich mit einem langen Stab in den steilen Barrancos fortzubewegen. Eine Sportart, der Salto del Pastor, wird heute noch gepflegt, so auch in Tijarafe. Eine Grafik des Salto del Pastor von Manuel Pereda de Castro befindet sich am Rathaus von Tijarafe.

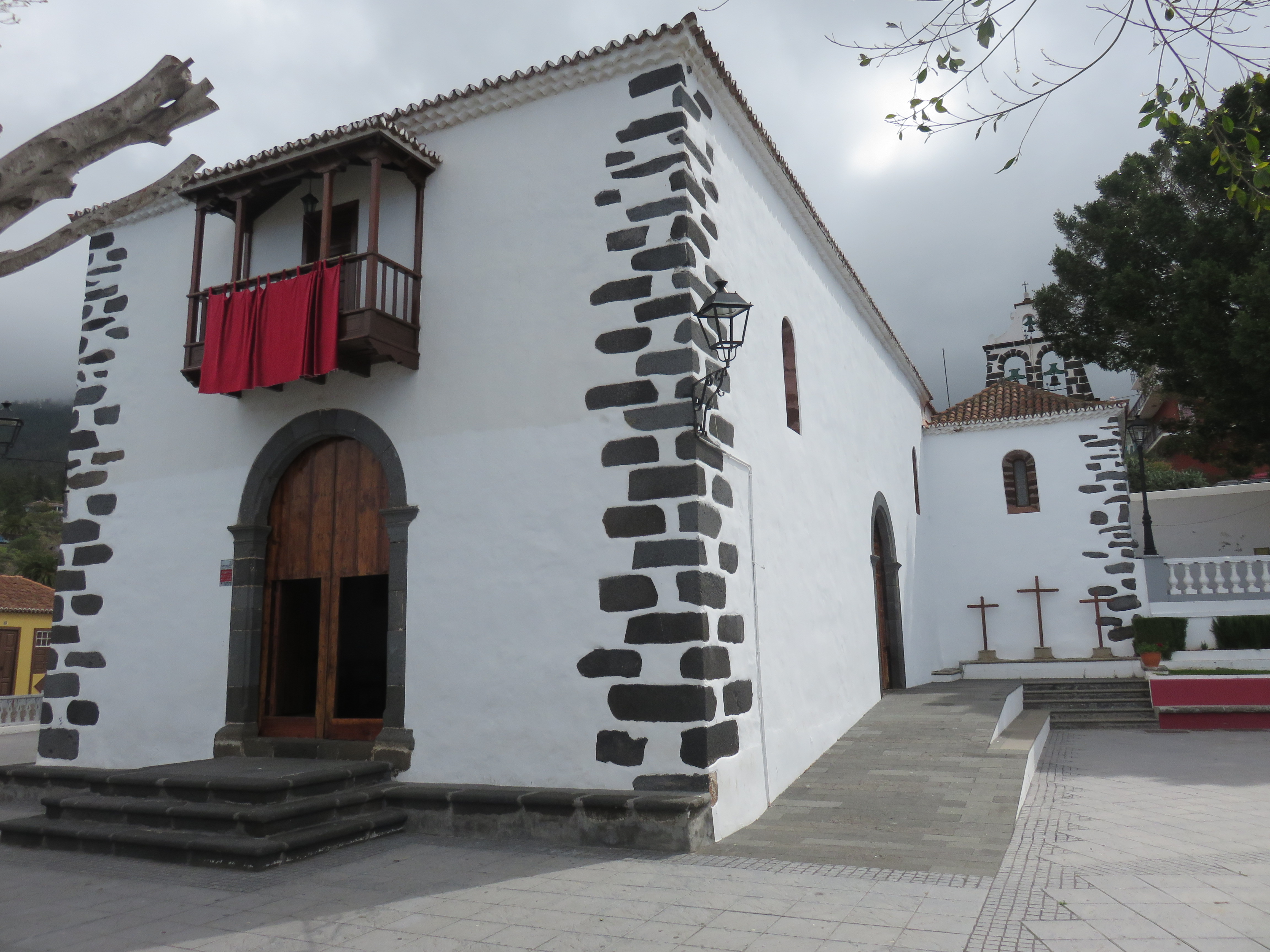
Iglesia Nuestra Senora de la Candelaria
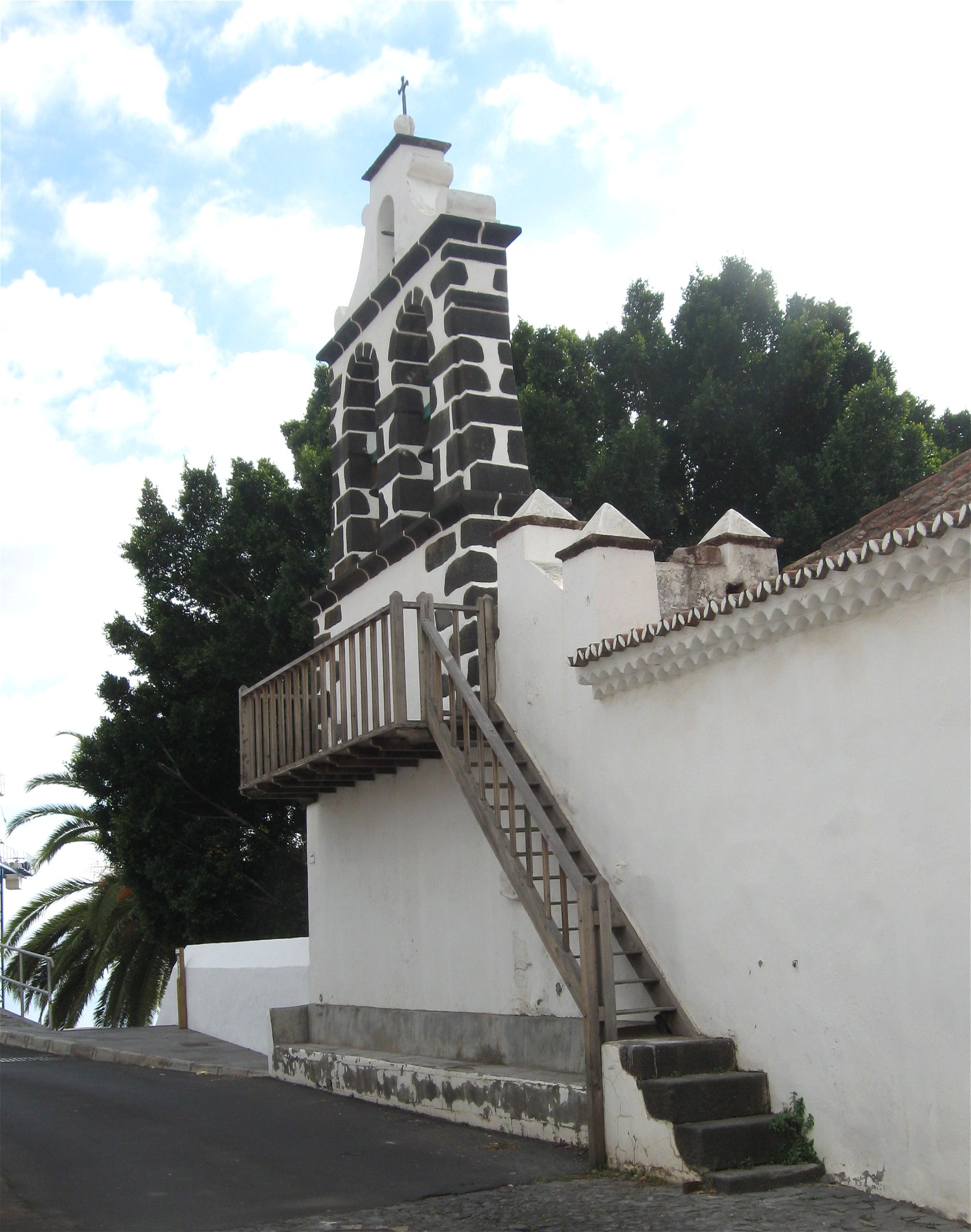
Glockenturm der Iglesia Nuestra Senora de la Candelaria
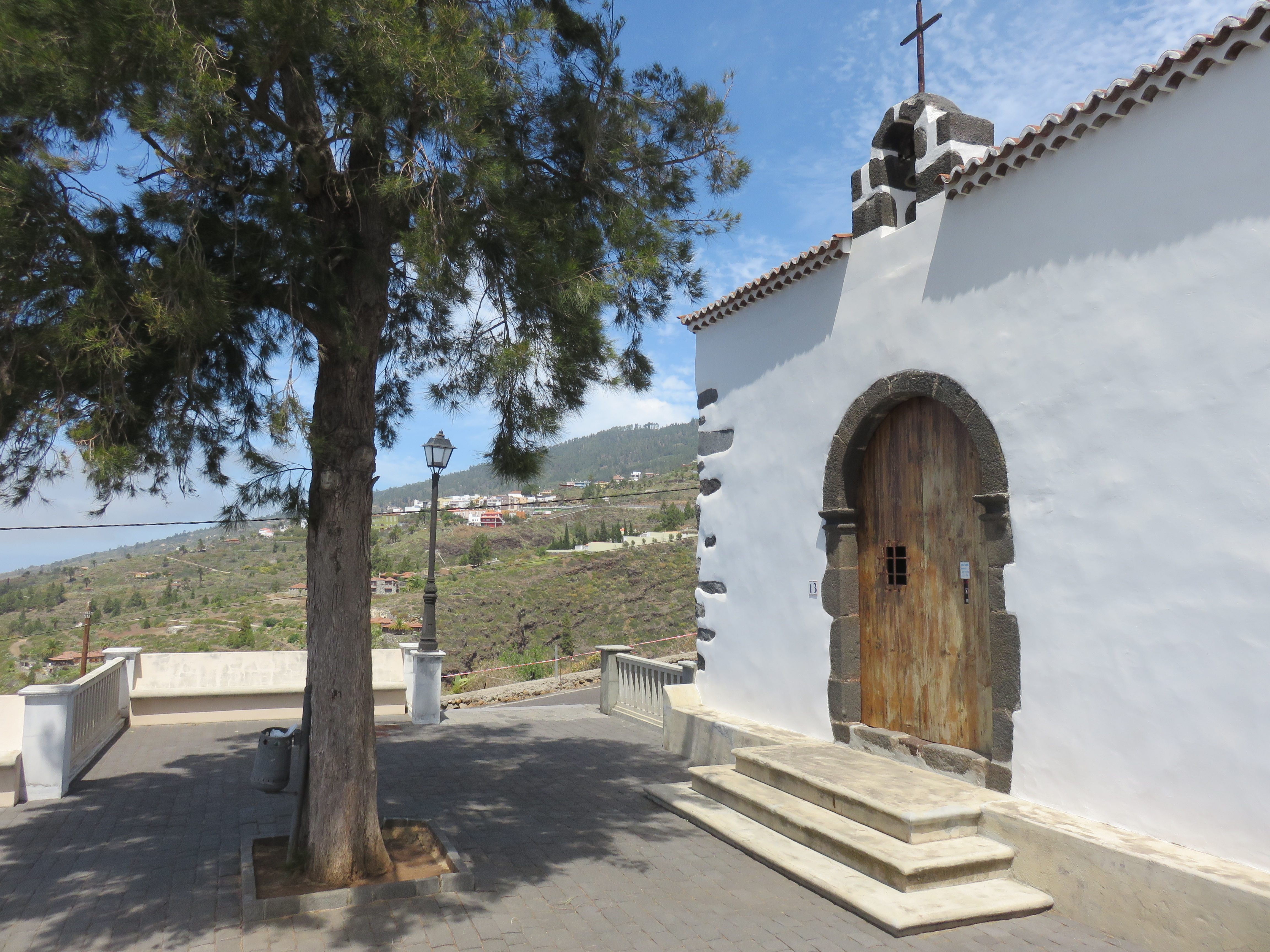
Ermita del Buen Jesús, auf der Südseite des Barranco Jurado, im Hintergrund El Pueblo
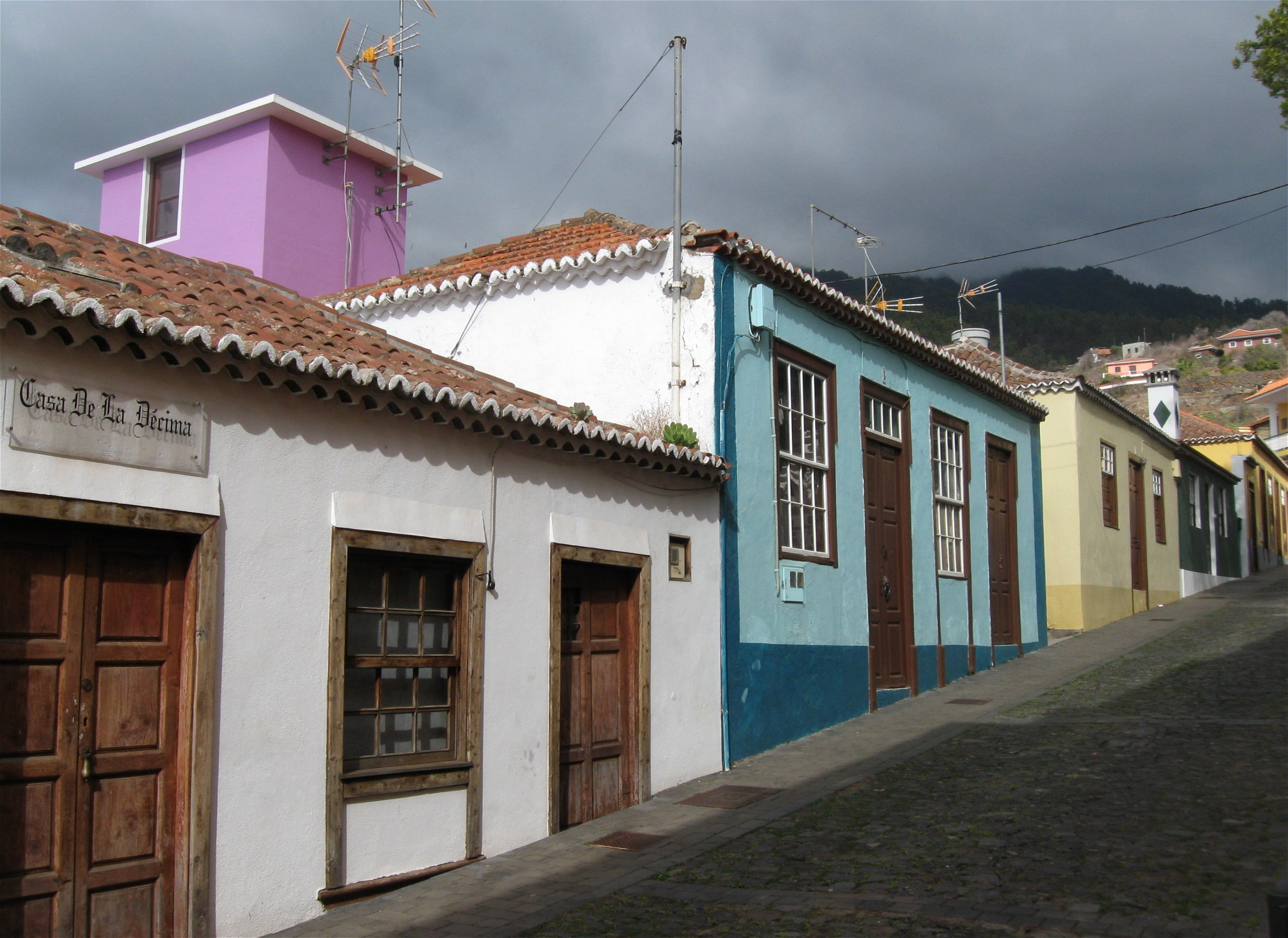
Calle la Luz in El Pueblo
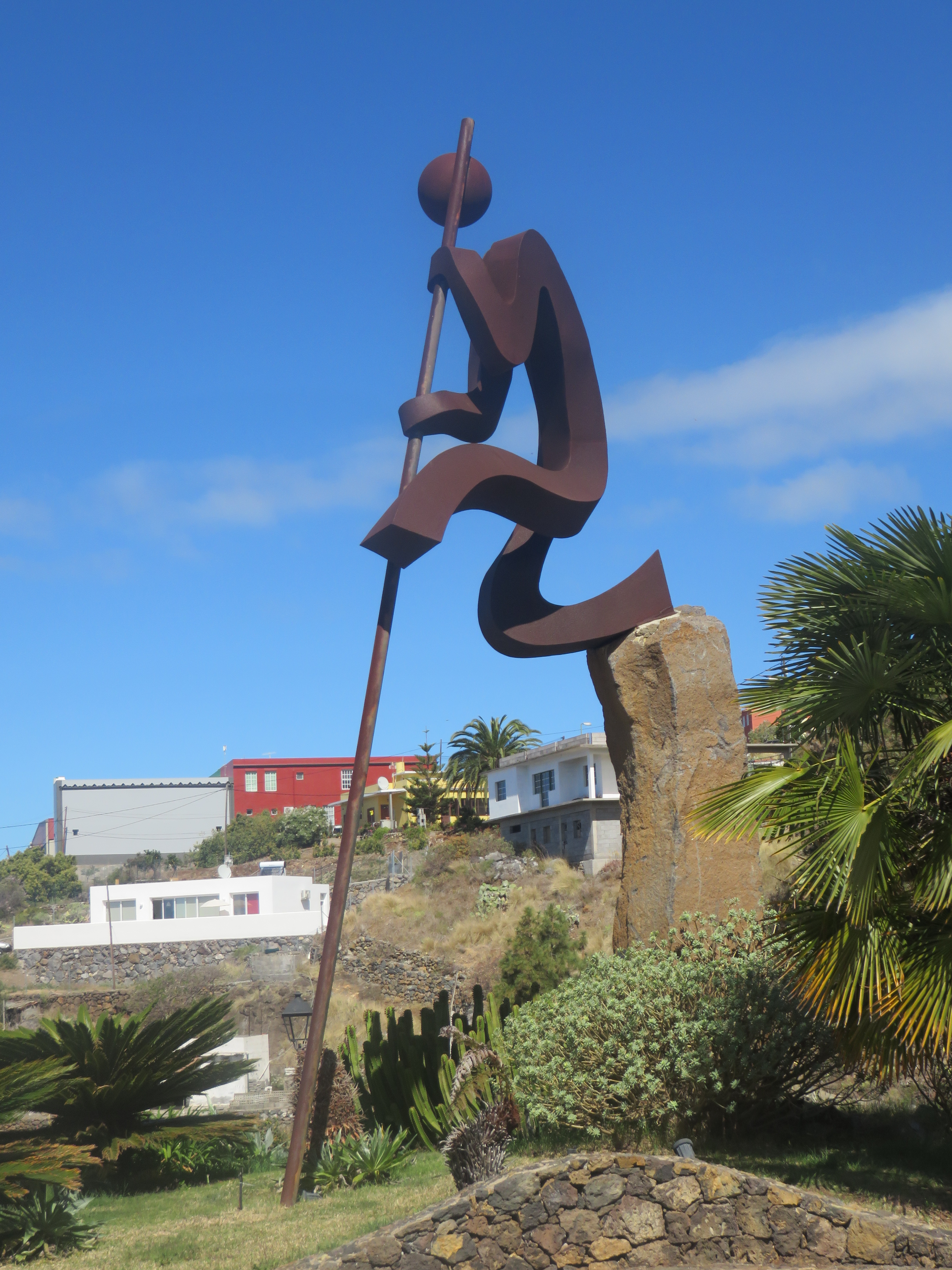
El Salto del Pastor

## Wirtschaft

### Wasserversorgung
Zur Verbesserung der Wasserversorgung der regenarmen Agrarflächen von Tijarafe und des Aridanetals (Bananenanbau) wird in der Gemeinde von Tijarafe der zweitgrößte Wasserspeicher der Insel, der „Balsa de Vicario“, benannt nach dem Ort El Vicario in Tijarafe, gebaut. Er dient der Speicherung von Überschusswasser im Winter und der Bewässerung der regenarmen Agrarflächen in der Sommerzeit. Die Speicherkapazität von Bewässerungswasser auf der Insel wird damit um 30 Prozent erhöht.

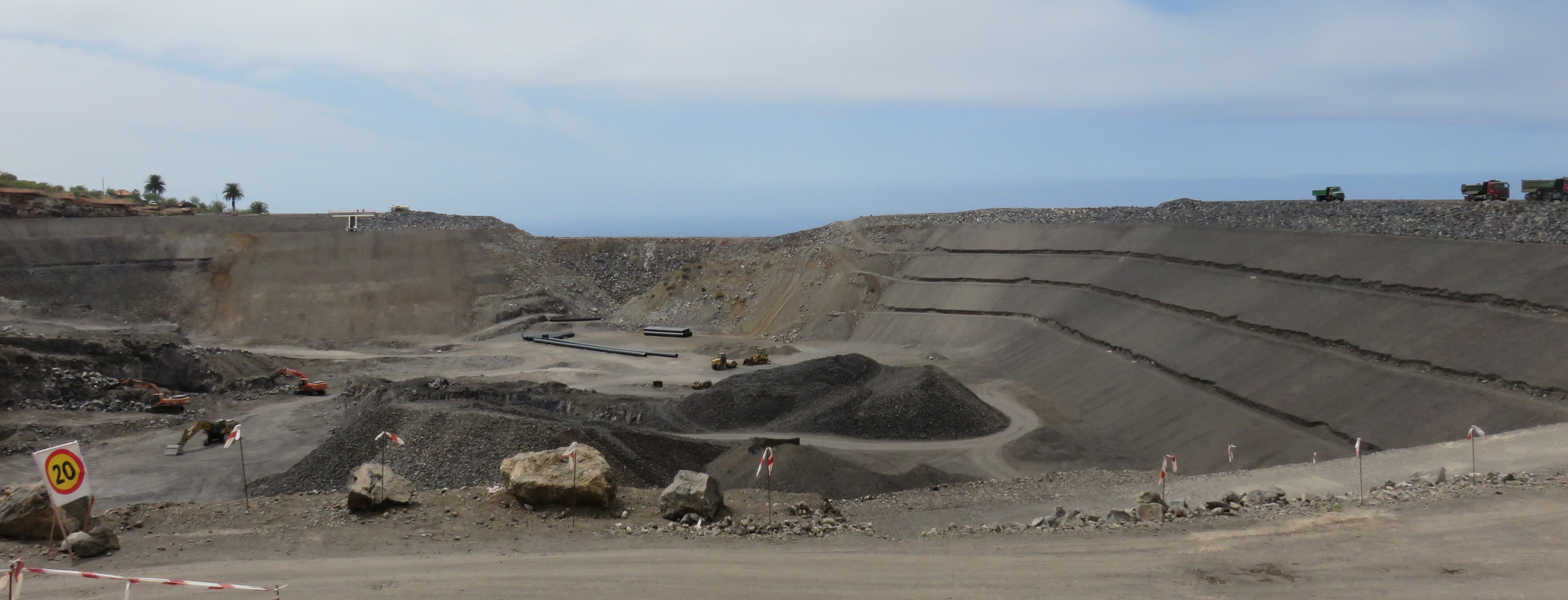
Balsa de Vicario im Bau, März 2015, Öffnung zum Fallschacht (oben links im Bild)

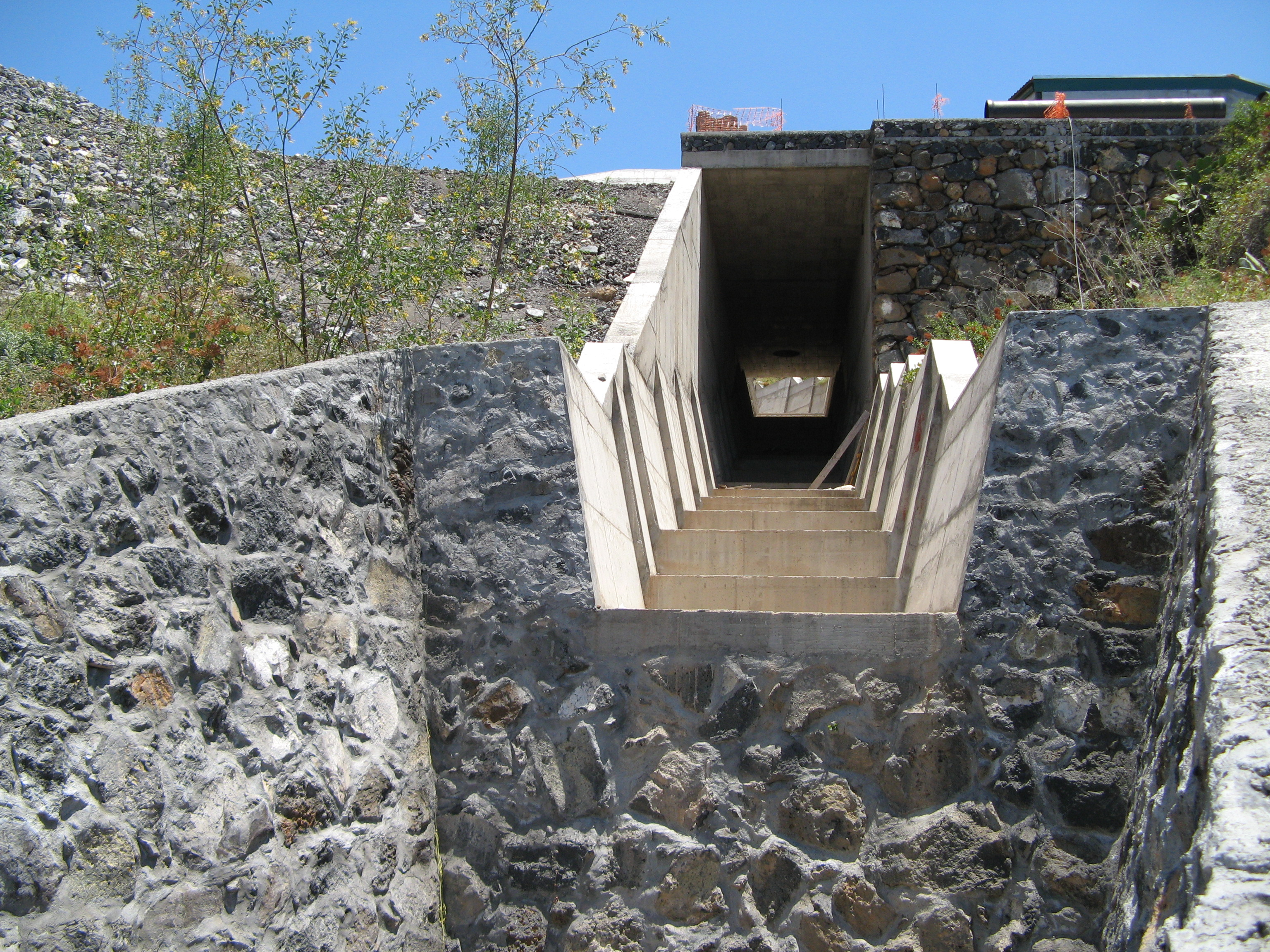
Balsa de Vicario, Fallschacht

Der Speicher liegt zwischen den Gemeindeteilen La Punta und Arecida, unterhalb der Hauptstraße (LP-1) von Tijarafe und soll ein Fassungsvermögen von 1,6 Millionen Kubikmetern erhalten. Die weiteren großen Wasserspeicher auf La Palma sind „La Laguna de Barlovento“ mit 3,1 Millionen Kubikmetern und „Balsa de Dos Pinos“ zwischen El Paso und Los Llanos mit 0,4 Millionen Kubikmetern Fassungsvermögen.
Die Erdarbeiten für das Speicherbecken hatten einen Aushub von einer Million Kubikmetern zur Folge. Die Beckentiefe (Höhe des Wasserstandes) beträgt 25 Meter. Der Beckenboden wird mit einer wasserfesten PVC-Dichtungsbahn von 1,5 mm Dicke ausgelegt. Die Stromversorgung der Pumpen soll über die Schwerkraft des Wassers aus dem Speicher gewonnen werden. Die Baukosten waren mit 11 Millionen Euro angesetzt.
Seit Beginn der Bauarbeiten des Speichers im Jahr 2010 ist es unter anderem aus finanziellen und geologischen Gründen zur Bauverzögerung gekommen. Durch den sehr harten Fels des Geländes können die erforderlichen Sprengungen zum Abraum aus Umweltschutzgründen nur verzögert durchgeführt werden. Mit dem Bauabschluss wird daher Ende 2017 gerechnet.
Zur Wassereinspeisung wird das Speicherbecken in das bestehende Hydrauliksystem der Insel integriert, das aus dem "Túnel de Trasvase" im Aridanetal und den Ringkanal, der von der Nordostseite über Barlovento, Garafía und Puntagorda bis ins Aridantal reicht, besteht.

### Verkehr
Verkehrstechnisch ist Tijarafe über Hauptverbindungsstraße LP-1 mit den Gemeinden Los Llanos im Süden und Puntagorda im Norden verbunden. Der öffentliche Personenverkehr auf La Palma erfolgt über Linienbusse im Stundentakt (Bus / Guagua: Circunvalación Norte / Nordumgehung).